# Miklós Rózsa
Miklós Rózsa (ur. 18 kwietnia 1907 w Budapeszcie, zm. 27 lipca 1995 w Los Angeles) – węgiersko-amerykański dyrygent i kompozytor, jeden z najwybitniejszych twórców muzyki filmowej, laureat trzech nagród Akademii Filmowej za najlepszą muzykę filmową do Urzeczonej (1945), Podwójnego życia (1947) i Ben-Hura (1959).

## Filmografia
- 1940: Złodziej z Bagdadu (The Thief of Bagdad)
- 1944: Podwójne ubezpieczenie (Double Indemnity)
- 1945: Urzeczona (Spellbound) (film nagrodzony Oscarem, po raz pierwszy użyto w nim theremina)
- 1945: Stracony weekend (The Lost Weekend)
- 1946: Zabójcy (The Killers)
- 1947: Brutalna siła (Brute Force)
- 1949: Pani Bovary (Madame Bovary)
- 1949: Żebro Adama (Adam’s Rib)
- 1950: Asfaltowa dżungla (The Asphalt Jungle)
- 1951: Quo vadis
- 1952: Ivanhoe
- 1953: Juliusz Cezar (Julius Caesar)
- 1954: Płomień zieleni (Green Fire)
- 1956: Pasja życia (Lust for Life)
- 1959: Ben-Hur
- 1961: Cyd (El Cid)
- 1961: Król królów (King of Kings)
- 1962: Ostatnie dni Sodomy i Gomory (Sodom and Gomorrah)
- 1967: Parszywa dwunastka (The Dirty Dozen)
- 1968: Zielone berety (The Green Berets)
- 1970: Prywatne życie Sherlocka Holmesa (The Private Life of Sherlock Holmes)
- 1974: Podróż Sindbada do Złotej Krainy (The Golden Voyage of Sinbad)
- 1977: Opatrzność (Providence)
- 1979: Ostatni uścisk (Last Embrace)
- 1979: Podróż w czasie (Time After Time)
- 1981: Igła (Eye of the Needle)
- 1982: Umarli nie potrzebują pledu (Dead Men Don't Wear Plaid)

## Nagrody
- Nagroda Akademii Filmowej
  - Najlepsza muzyka w dramacie lub komedii:: 1946: Urzeczona
  - 1948: Podwójne życie
  - 1960: Ben-Hur
- Cezar 1978: Najlepsza muzyka filmowa za Opatrzność